# Florian Ledoux
Pour les articles homonymes, voir Ledoux.
Florian Ledoux, né le 1er septembre 1989 à Villepinte, est un photographe, vidéaste et documentariste français. Il a reçu de nombreux prix et distinctions en France et à l'international.

## Biographie
Florian est un autodidacte qui découvre la photographie à 10 ans, c’est à cet âge qu’il part pour la première fois en Laponie avec ses parents. Ce voyage au-dessus du cercle arctique sera une révélation qui fera naître en lui une passion pour les mondes polaires.
En 2008, Florian Ledoux rejoint la Marine Nationale Française en tant que technicien spécialisé dans la préparation et maintenance d’hélicoptères ; il devient ensuite photo-reporter pour la Marine et commence à travailler en parallèle sur ses premiers projets personnels visant à documenter les paysages et la faune du Groenland en 2014.
À partir de 2017, il réalise de nombreux reportages dans les régions polaires. Florian veut témoigner du monde sauvage par l’image au travers d’une approche naturaliste. Spécialisé dans la prise de vue aérienne par drone, Florian nous invite à prendre de la hauteur afin de pouvoir visualiser et comprendre un écosystème dans son ensemble.
Ce changement de perspective lui permet de créer des images abstraites ou figuratives qui offrent plusieurs niveaux de lecture et d’analyse ; avec douceur et poésie, elles mettent en évidence la fragilité de notre environnement.
Florian Ledoux a reçu de nombreuses distinctions en France et à l’international. Il a notamment reçu la Médaille d’or dans la catégorie "Naturaliste" au Salon des Beaux-Arts, Carrousel du Louvre (2019) et le troisième prix du magazine National Geographic dans la catégorie "Nature Drone Photography" (2017).
Ses œuvres ont été exposées au Musée d’Histoire Naturelle de Washington (2018), à la California Academy of Sciences (2018 - 2019) et présentées lors de nombreux festivals de photographie et d’événements tels que la COP22 à Marrakech en collaboration avec National Geographic (2016).
Ses photographies sont publiées dans la presse (The Times, The Guardian, Newsweek, The Evening Standard, CNN, Paris Match) et dans différents ouvrages ("Notre Planète", livre réalisé par Alastair Fothergill et Keith Scholey, créateurs de la série Netflix éponyme, "A Perfect Planet" par Huw Cordey et "Seven Worlds One Planet" de Jonny Keeling et Scott Alexander.
Côté film, son court-métrage réalisé intitulé "I am Fragile" a été nommé dans plusieurs festivals de cinéma dont le Wildlife Conservation Film Festival (2020) et le Ocean Film Festival World Tour (2019).
Florian Ledoux a également contribué à plusieurs films et documentaires tels que "Polar Bear", film documentaire de Disneynature sur les ours blancs, emblèmes de l'Arctique et diffusé le 22 avril 2022 sur la plateforme Disney+ et "Frozen Planet 2" co-produit par BBC en automne 2022.

## Prix
2017
- Grand prix drone photographie, DJI/Skypixel[15]
- 3e prix Nature Drone Photography, National Geographic[16]

2018
- Drone photographe de l’année, Drone Awards SIPA[17]
- 1er prix animalier, Arctic Biodiversity
- 3e prix animalier, Nature Conservancy

2019
- Médaille d’or, salon des Beaux-Arts Carrousel du Louvre
- 1er prix mammifère, National Wildlife Federation Contest
- 2e prix planète en danger, Travel Photographer of the Year

2020
- 1er prix nature en mouvement, Nature’s Best Photography
- 3e prix exploration, Ocean Photography Awards[18]
- Grand prix, Nature TTL Photographer of the Year[19]

2021
- 1er prix photo aérienne, Hasselblad Master awards[20]
- 1er prix portfolio, HIPA

## Expositions et conférences
2016
- COP22 en collaboration avec National Geographic, Marrakech, Maroc

2017
- Biosphère, musée de l’environnement canadien, Ottawa, Canada

2018
- Festival international Nature, Namur, Belgique
- Sky is the limit, Siena International Photo Awards, Sienne, Italie
- Human & Nature, Red Dot Design Museum, Singapour
- Académie des sciences de Californie, San Francisco, USA

2019
- Human & Nature, musée du Design Red Dot, Singapour
- Académie des sciences de Californie, San Francisco, USA
- Festival international de la photographie, Sanmenxia, Chine
- Xposure, festival international de la photographie, Sharjah, Émirats Arabes Unis
- Salon des Beaux Arts, Carrousel Louvre, Paris, France[5]

2020
- Maison de la Rivière, Montaigu, France
- Festival photo Atout Sud, Nantes, France

2021
- UICN Congrès mondial de la nature, Marseille, France
- Fondation GoodPlanet en collaboration avec la fondation Yann Arthus Bertrand, Paris, France

## Livres (contributions)
- 2019 - "Master of Drone Photography", Fergus Kennedy, Ammonite Press  (ISBN 1-7814-5331-4)[21]
- 2019 - "Our Planet" (Netflix) Alastair Fothergill, Keith Scholey et Fred Pearce, préface par David Attenborough, Bantam Press  (ISBN 0-3995-8154-5)[22]
- 2019 - "Seven Worlds One Planet", Jonny Keeling et Scott Alexander, préface par David Attenborough, BBC Books  (ISBN 1-7859-4412-6)[23]
- 2020 - "Eyes Over the World", Dirk Dallas, préface de Chris Burkard et Benjamin Grant, Rizzoli  (ISBN 0-7893-3553-0)[24]
- 2021 - "A Perfect Planet" (BBC), Huw Cordey, BBC Books  (ISBN 1-7859-4529-7)[25]